# Роккамонфіна
Роккамонфіна (італ. Roccamonfina) — муніципалітет в Італії, у регіоні Кампанія,  провінція Казерта.
Роккамонфіна розташована на відстані близько 145 км на південний схід від Рима, 60 км на північний захід від Неаполя, 40 км на північний захід від Казерти.
Населення — 3534 особи (2014).

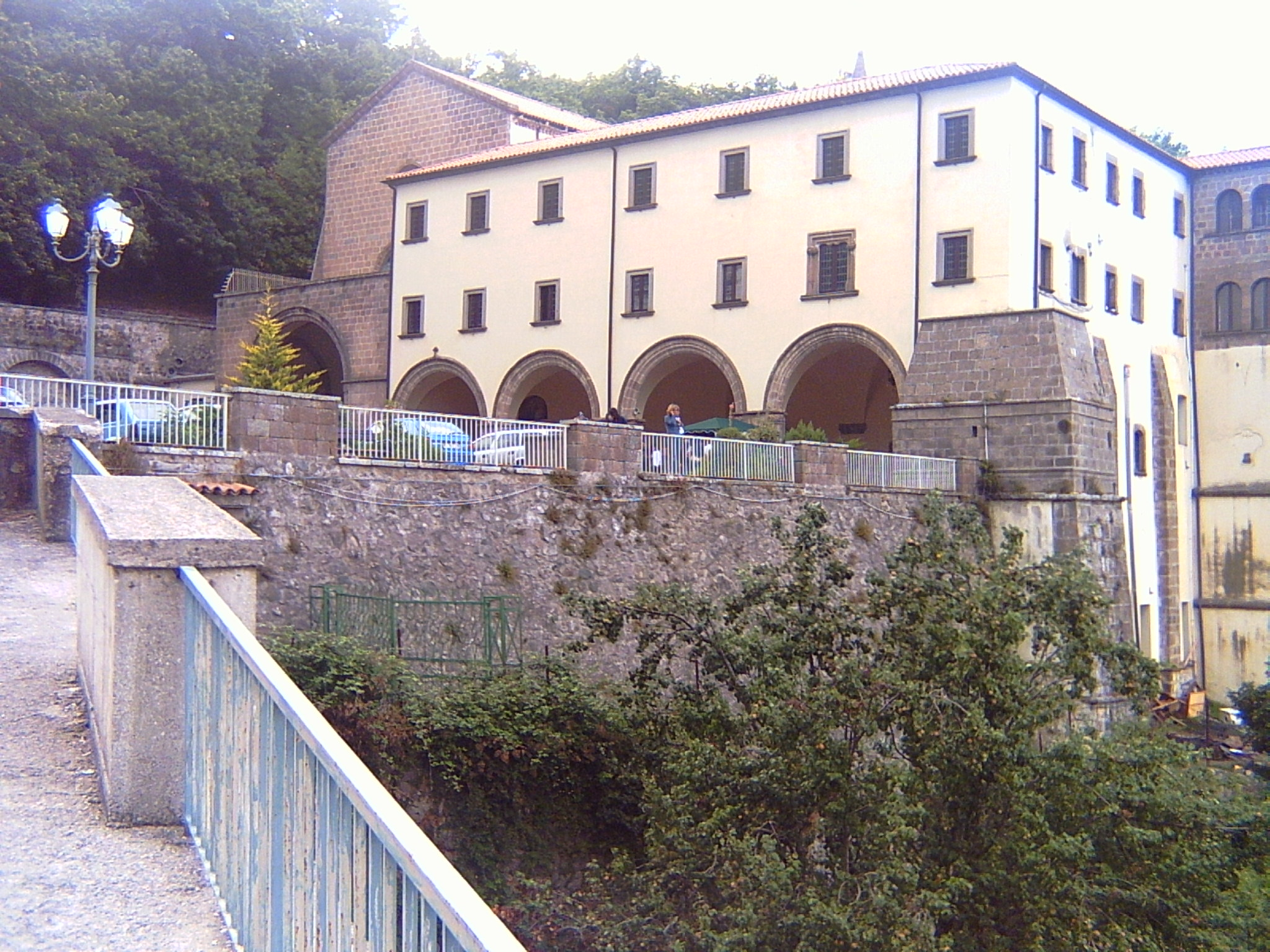

Щорічний фестиваль відбувається останньої martedì травня та останньої неділі серпня. Покровитель — Sant'Antonio.

## Демографія
Населення за роками:

Станом на 1 січня 2023 року в муніципалітеті офіційно проживали 82 іноземці з 13 країн, серед них 58 громадян країн Євросоюзу та 3 громадяни України.

## Сусідні муніципалітети
- Каянелло
- Конка-делла-Кампанія
- Галлуччо
- Марцано-Аппіо
- Сесса-Аурунка
- Теано